# Ali Koko
Aliinu'u Lolani Koko, detto Ali (Pago Pago, 9 febbraio 1974), è un ex rugbista a 15 samoano, in carriera attivo nel ruolo di tre quarti ala e internazionale per le Samoa.

## Biografia
Ali nasce a Pago Pago, nelle Samoa Americane; si trasferisce in Nuova Zelanda crescendo nel club di Johnsonville e giocando nel 
club provinciale di Wellington dal 1996 al 1998.
Nel 1999 disputa il suo primo ed unico incontro internazionale con la Nazionale samoana contro i Giappone, il 22 maggio ad Osaka.
Nella stagione 1999-2000 è in Italia tra le file del Viadana in Serie A1, con cui conquista la Coppa Italia.
Nell'estate 2001 si trasferisce in Francia, ingaggiato dal Bordeaux in Top14, poi al Tarbes e al Montpellier fino al 2007.
Nel 2007-08 una stagione nella seconda divisione inglese ai Cornish Pirates, prima di chiudere la carriera professionistica al Tyrosse, nuovamente in Francia.

## Palmarès
- European Shield: 1
Montpellier Hérault: 2003-04
- Coppe Italia: 1
Viadana: 1999-2000